# 戸田義雄
戸田 義雄（とだ よしお、1918年6月1日 - 2006年7月24日）は、日本の宗教学者、國學院大學名誉教授。

## 経歴
東京生まれ。1943年、東京帝国大学宗教学科卒。大学院へ進み和辻哲郎らに師事。同・副手、助手を経て、日本経済短期大学（現：亜細亜大学短期大学部）教授、國學院大學文学部および同日本文化研究所教授、60年「日本宗教思想史の一考察」で國學院大學文学博士。89年定年退任、名誉教授。日本会議顧問。

## 著書
- 『宗教史概説 第1分冊』神社新報社、1957
- 『生きる力 生かされる力』金光教徒社、1965
- 『日本の感性』日本教文社、1974／PHP文庫、1994
- 『宗教と言語』大明堂、1975
- 『宗教の世界』大明堂、1982
- 『祖国と人類の悲願 諸民族の聖魂』国民文化研究会・国文研叢書、1992。講演録

## 共編著
- 『日本におけるマルクス主義批判論集』編 国民文化研究会・国文研叢書、1976
- 『日本人と讃美歌』永藤武共編著 桜楓社、1978
- 『民族と文化の発見』内野吾郎共編 大明堂、1978
- 『よみがえる三島由紀夫 霊の人の文学と武と』永藤武共著 日本教文社、1978
- 『日本カトリシズムと文学 井上洋治・遠藤周作・高橋たか子』編 大明堂、1982
- 『隠れた信仰次元 日本キリスト者の底流』編 大明堂、1986

## 翻訳
- 高島博 原著『実存心身医学入門 医学と哲学とを結ぶ』監訳 丸善、1981

## 参考
- 鎌田東二「戸田義雄先生の宗教学」『東京大学宗教学年報．別冊』第24巻、東京大学文学部宗教学研究室、2007年3月31日、1-4頁、NCID AN10471576。